# Giulio Siragusa
Giulio Cesare Siragusa (Terranova di Sicilia, 1º maggio 1916 – Novo Postojalovka, 20 gennaio 1943) è stato un militare italiano, decorato di Medaglia d'oro al valor militare alla memoria nel corso della seconda guerra mondiale.

## Biografia

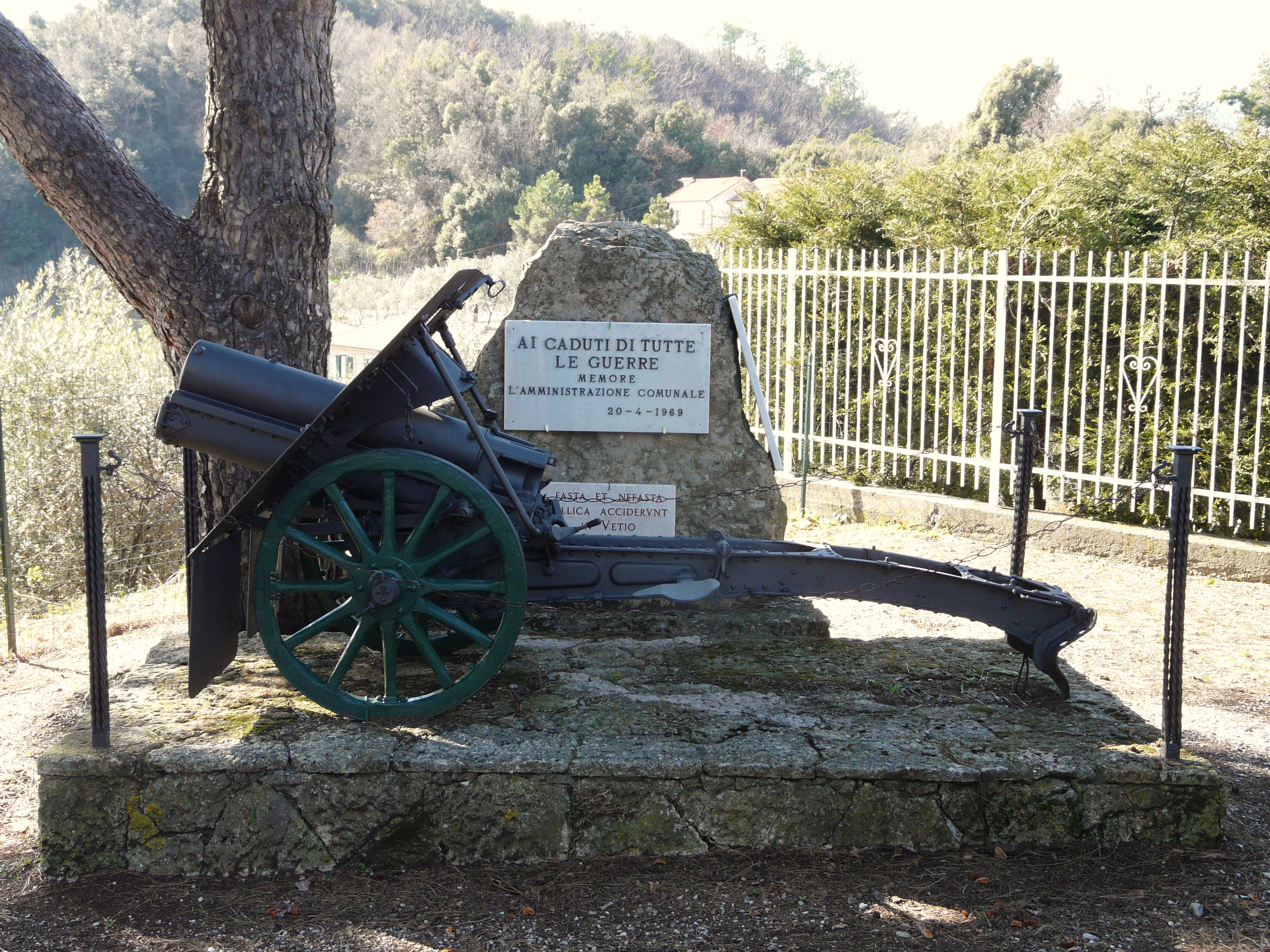
Un obice da 75/13 esposto come Monumento ai caduti a Vezzi Portio, Liguria, Italia.

Nacque a Terranova di Sicilia, provincia di Caltanissetta, il 1 maggio 1916, figlio di Angelo, all'interno di una famiglia di patrioti siciliani.  Dopo aver conseguito la maturità classica presso il Liceo Classico di Caltanissetta, nel dicembre 1937 iniziò a frequentare i corsi per allievo ufficiale di complemento di artiglieria divisionale presso Scuola ufficiali di Bra. Nominato sottotenente venne destinato a prestare servizio presso il 4º Reggimento artiglieria alpina, in forza alla 10ª Batteria del Gruppo alpini "Mondovì". Dopo l'entrata in guerra del Regno d'Italia, avvenuta il 10 giugno 1940, prese parte alle operazioni sul fronte alpino occidentale.
Nell'agosto successivo rientrò in sede del reggimento, e nel mese di dicembre si imbarcò per l'Albania dove prese parte alle operazioni belliche contro la Grecia fino all'aprile 1941. Rientrato in Patria fu promosso tenente, e nell'agosto del 1942 partì con il suo reparto per l'Unione Sovietica, dove cadde in combattimento il 20 gennaio 1943, difendendo i pezzi da 75/13 della propria batteria. Per onorarne il coraggio, con Decreto del Presidente della Repubblica del 17 novembre 1950 gli fu conferita la Medaglia d'oro al valor militare alla memoria.
Tale onorificenza fu consegnata a sua madre nel maggio dello stesso anno, durante una apposita cerimonia tenutasi in Piazza Umberto I a Gela, innanzi ad una immensa folla. La città di Gela lo ha ulteriormente onorato intitolandogli una via.